# Piet van Senus
Pieter François van Senus (Rotterdam, 8 december 1903 — aldaar, 23 september 1968) was een zwemmer uit Nederland, die namens zijn vaderland eenmaal deelnam aan de Olympische Spelen: 'Parijs 1924'.
In het 50-meterbassin van het zwemstadion Georges Valéry in de Franse hoofdstad strandde Van Senus voortijdig (vierde serie) op zijn enige individuele start, de 100 meter rugslag. Zijn ploeg- en landgenoot Boy van Wilgenburg werd eveneens uitgeschakeld in de voorronde van de 100 meter rugslag. Senus' drie jaar oudere broer Han van Senus nam als waterpoloër deel aan de Olympische Spelen van 1924 en 1928.